# 잘 마할
잘 마할(Jal Mahal, 물의 궁전)은 인도 자이푸르에 위치한 궁전으로, 만사가르호 안에 자리 잡고 있다.